# Discografia di Rihanna
Questa pagina riguarda la discografia di Rihanna, cantante pop barbadiana, composta da otto album in studio, due raccolte, 2 album di remix, 58 singoli (inclusi singoli da solista, duetti, da ospite, promozionali e di beneficenza) e 48 video.
Rihanna in tutta la sua carriera ha venduto oltre 250 milioni di dischi, tra album (50 milioni) e singoli (200, di cui 100 solo negli USA), risultando una delle cantanti che hanno venduto di più a livello mondiale ed è inoltre la donna con più vendite digitali di tutti i tempi. La rivista americana Billboard l'ha consacrata la migliore artista digitale del decennio 2000-2010.
I singoli dell'album Good Girl Gone Bad riuscirono a vendere oltre 17 milioni di copie digitali negli Stati Uniti.
Rihanna ha totalizzato ben 14 numero uno nella Billboard's Hot 100, risultato ottenuto in 10 anni e 8 mesi, superando Michael Jackson a quota 13. Gli unici artisti che hanno totalizzato un numero maggiore di hits nella classifica americana sono Mariah Carey a quota 19 ed i Beatles a 20.
Rihanna è inoltre stata la prima artista a totalizzare oltre 7 000 000 000 di visualizzazioni su YouTube e la prima artista donna a superare i 18 000 000 di iscritti sul suo canale VEVO.

## Album

### Album in studio
| Anno                                                                          | Titolo | Classifiche | Classifiche | Classifiche | Classifiche | Classifiche | Classifiche | Classifiche | Classifiche | Classifiche | Classifiche | Vendite                        | Certificazioni                                                                                |
| Anno                                                                          | Titolo | USA         | AUS         | CAN         | FRA         | GER         | IRL         | ITA         | NZL         | SWI         | UK          | Vendite                        | Certificazioni                                                                                |
| ----------------------------------------------------------------------------- | --- | ----------- | ----------- | ----------- | ----------- | ----------- | ----------- | ----------- | ----------- | ----------- | ----------- | ------------------------------ | --------------------------------------------------------------------------------------------- |
| 2005                                                                          | Music of the Sun - Pubblicazione: 26 agosto 2005 - Etichetta: Def Jam - Formati: CD, download digitale        | 10          | —           | 7           | 93          | 31          | 12          | 22          | 26          | 38          | 35          | - USA:623.000                  | - CAN: Platino - UK: Oro - USA: Platino                                                       |
| 2006                                                                          | A Girl like Me - Pubblicazione: 19 aprile 2006 - Etichetta: Def Jam - Formati: CD, download digitale          | 5           | 9           | 1           | 18          | 13          | 5           | 36          | 8           | 6           | 5           | - USA:1.400.000                | - AUS: Platino - CAN: Platino (2) - UK: Platino (2) - USA: Platino (2)                        |
| 2007                                                                          | Good Girl Gone Bad - Pubblicazione: 30 maggio 2007 - Etichetta: Def Jam - Formati: CD, download digitale      | 2           | 2           | 1           | 8           | 4           | 1           | 21          | 4           | 1           | 1           | - USA:2.800.000                | - AUS: Platino (4) - CAN: Platino (5) - NZL: Platino (4) - UK: Platino (8) - USA: Platino (7) |
| 2009                                                                          | Rated R - Pubblicazione: 23 novembre 2009 - Etichetta: Def Jam - Formati: CD, download digitale               | 4           | 12          | 5           | 10          | 4           | 7           | 33          | 14          | 1           | 9           | - UK: 710.000 - USA: 1.130.000 | - AUS: Platino - CAN: Platino - UK: Platino (2) - USA: Platino                                |
| 2010                                                                          | Loud - Pubblicazione: 12 novembre 2010 - Etichetta: Def Jam - Formati: CD, download digitale                  | 3           | 1           | 1           | 3           | 2           | 1           | 11          | 4           | 1           | 1           | - USA:1.800.000                | - AUS: Platino (3) - CAN: Platino (3) - UK: Platino (7) - USA: Platino (3)                    |
| 2011                                                                          | Talk That Talk - Pubblicazione: 18 novembre 2011 - Etichetta: Def Jam - Formati: CD, download digitale        | 3           | 5           | 3           | 2           | 3           | 2           | 10          | 1           | 1           | 1           | - USA:1.150.000                | - AUS: Platino - UK: Platino (3) - USA: Platino (3)                                           |
| 2012                                                                          | Unapologetic - Pubblicazione: 19 novembre 2012 - Etichetta: Def Jam - Formati: CD, download digitale          | 1           | 8           | 1           | 3           | 4           | 2           | 7           | 5           | 1           | 1           | - USA:1.200.000                | - AUS: Platino - CAN: Platino - UK: Platino (2) - USA: Platino (3)                            |
| 2016                                                                          | Anti - Pubblicazione: 28 gennaio 2016 - Etichetta: Roc Nation, Westbury Road - Formati: CD, download digitale | 1           | 5           | 1           | 6           | 3           | 4           | 10          | 5           | 2           | 7           | - USA: 603.000                 | - AUS: Platino - CAN: Oro - NZL: Platino (5) - UK: Platino (2) - USA: Platino (6)             |
| "—" indica una pubblicazione non classificata o non pubblicata in quel Paese. | |             |             |             |             |             |             |             |             |             |             |                                |                                                                                               |

### Album di remix
| 2009                                                                          | Good Girl Gone Bad: The Remixes - Pubblicazione: 27 gennaio 2009 - Etichetta: Def Jam - Formati: CD, download digitale | 104 | —  | — |
| 2010                                                                          | Rated R: Remixed - Pubblicazione: 25 maggio 2010 - Etichetta: Def Jam - Formati: CD, download digitale                 | 158 | 84 | 4 |
| "—" indica una pubblicazione non classificata o non pubblicata in quel Paese. | |     |    |   |

### Raccolte
| Anno | Titolo                                                                                      |
| ---- | ------------------------------------------------------------------------------------------- |
| 2009 | 3 CD Collector's Set - Pubblicazione: 15 dicembre 2009 - Etichetta: Def Jam - Formati: 3 CD |
| 2011 | Coffret 4 CD - Pubblicazione: 17 ottobre 2011 - Etichetta: Def Jam - Formati: 4 CD          |

## Singoli

### Come artista principale
| Anno                                                                      | Titolo                                             | Classifiche | Classifiche | Classifiche | Classifiche | Classifiche | Classifiche | Classifiche | Classifiche | Classifiche | Classifiche | Classifiche | Classifiche | Classifiche | Certificazioni | Album di provenienza                                        |
| Anno                                                                      | Titolo                                             | AUS         | BEL (FL)    | BEL (WA)    | CAN         | DEN         | FRA         | GER         | IRL         | ITA         | NZ          | SWI         | UK          | USA         | Certificazioni | Album di provenienza                                        |
| ------------------------------------------------------------------------- | -------------------------------------------------- | ----------- | ----------- | ----------- | ----------- | ----------- | ----------- | ----------- | ----------- | ----------- | ----------- | ----------- | ----------- | ----------- | --- | ----------------------------------------------------------- |
| 2005                                                                      | Pon de Replay                                      | 6           | 5           | 14          | 3           | 4           | 18          | 6           | 2           | 6           | 1           | 3           | 2           | 2           | - AUS: Platino - DAN: Oro - ITA: Oro - NZL: Oro - UK: Argento - USA: Platino (3) | Music of the Sun                                            |
| 2005                                                                      | If It's Lovin' that You Want                       | 9           | 25          | 52          | —           | —           | —           | 25          | 8           | 22          | 9           | 19          | 11          | 36          | - USA: Oro | Music of the Sun                                            |
| 2006                                                                      | SOS                                                | 1           | 2           | 5           | 1           | 10          | 12          | 2           | 3           | 5           | 3           | 3           | 2           | 1           | - AUS: Platino - BRA: Platino - DAN: Platino - SVE: Oro - UK: Oro - USA: Platino (3) | A Girl like Me                                              |
| 2006                                                                      | Unfaithful                                         | 2           | 3           | 2           | 1           | —           | 7           | 2           | 2           | 14          | 4           | 1           | 2           | 6           | - AUS: Oro - BEL: Oro - DAN: Platino - SVE: Oro - SVI: Oro - UK: Oro - USA: Platino (3) | A Girl like Me                                              |
| 2006                                                                      | We Ride                                            | 24          | 40          | 26          | —           | —           | —           | 45          | 17          | 16          | 8           | 42          | 17          | 107         | - USA: Oro | A Girl like Me                                              |
| 2006                                                                      | Break It Off (feat. Sean Paul)                     | —           | 60          | —           | 19          | —           | —           | —           | —           | —           | —           | —           | —           | 9           | - USA: Oro | A Girl like Me                                              |
| 2007                                                                      | Umbrella (feat. Jay-Z)                             | 1           | 1           | 3           | 1           | 8           | 6           | 1           | 1           | 2           | 1           | 1           | 1           | 1           | - AUS: Platino - BEL: Platino - DAN: Platino (2) - ITA: Platino - NLD: Platino - NZL: Platino - SVI: Oro - UK: Platino - USA: Diamante | Good Girl Gone Bad                                          |
| 2007                                                                      | Shut Up and Drive                                  | 4           | 9           | 12          | 6           | 33          | —           | 6           | 5           | 8           | 12          | 14          | 5           | 15          | - AUS: Oro - DAN: Oro - ITA: Oro - UK: Argento - USA: Platino (3) | Good Girl Gone Bad                                          |
| 2007                                                                      | Hate That I Love You (feat. Ne-Yo)                 | 14          | 23          | 52          | 17          | 30          | 16          | 11          | 13          | —           | 6           | 13          | 15          | 7           | - AUS: Oro - NZL: Platino (2) - UK: Argento - USA: Platino (3) | Good Girl Gone Bad                                          |
| 2007                                                                      | Don't Stop the Music                               | 1           | 1           | 1           | 2           | 4           | 1           | 1           | 6           | 2           | 3           | 1           | 4           | 3           | - AUS: Platino - BEL: Platino - DAN: Platino - ITA: 3x Platino - NLD: Oro - NZL: Platino - UK: Argento - USA: Platino (6) | Good Girl Gone Bad                                          |
| 2008                                                                      | Take a Bow                                         | 3           | 13          | 15          | 1           | 1           | 12          | 6           | 1           | 45          | 2           | 7           | 1           | 1           | - AUS: Platino - DAN: Platino - NZL: Platino - UK: Oro - USA: Platino (6) | Good Girl Gone Bad                                          |
| 2008                                                                      | Disturbia                                          | 6           | 1           | 4           | 2           | 4           | 3           | 5           | 4           | 14          | 1           | 4           | 3           | 1           | - AUS: Platino - BEL: Platino - DAN: Platino - NZL: Platino - UK: Oro - USA: Platino (7) | Good Girl Gone Bad                                          |
| 2008                                                                      | Rehab (feat. Justin Timberlake)                    | 26          | 64          | 56          | 19          | 16          | —           | 4           | 22          | 41          | 12          | 13          | 16          | 18          | - DAN: Oro - NZL: Oro - UK: Argento - USA: Platino (2) | Good Girl Gone Bad                                          |
| 2009                                                                      | Russian Roulette                                   | 7           | 5           | 3           | 9           | 6           | 4           | 2           | 5           | 5           | 9           | 1           | 2           | 9           | - AUS: Oro - DAN: Oro - ITA: Platino - NZL: Oro - SVI: Oro - UK: Oro - USA: Platino (2) | Rated R                                                     |
| 2009                                                                      | Hard (feat. Jeezy)                                 | 51          | —           | 62          | 9           | —           | —           | —           | 33          | —           | 15          | —           | 42          | 8           | - USA: Platino (2) | Rated R                                                     |
| 2009                                                                      | Wait Your Turn                                     | 82          | —           | —           | —           | —           | —           | —           | 32          | 91          | —           | —           | 45          | 110         | | Rated R                                                     |
| 2010                                                                      | Rude Boy                                           | 1           | 3           | 3           | 7           | 3           | 8           | 4           | 3           | 8           | 3           | 5           | 2           | 1           | - AUS: Platino (2) - BEL: Oro - DAN: Oro - ITA: Oro - NZL: Platino - SVI: Oro - UK: Platino - USA: Platino (5) | Rated R                                                     |
| 2010                                                                      | Rockstar 101 (feat. Slash)                         | 24          | —           | —           | —           | —           | —           | —           | —           | —           | —           | —           | —           | 64          | - USA: Platino | Rated R                                                     |
| 2010                                                                      | Te amo                                             | 22          | 10          | 14          | 66          | 22          | —           | 11          | 16          | 7           | —           | 9           | 14          | —           | - AUS: Oro - ITA: Oro - SVI: Oro - UK: Argento - USA: Oro | Rated R                                                     |
| 2010                                                                      | Only Girl (in the World)                           | 1           | 2           | 1           | 1           | 2           | 2           | 2           | 1           | 1           | 1           | 2           | 1           | 1           | - AUS: Platino (7) - BEL: Platino - DAN: Platino - GER: Platino - ITA: Platino - NLD: Platino - SPA: Platino - SVE: Platino - SVI: Platino (2) - UK: Platino (2) - USA: Platino (7) | Loud                                                        |
| 2010                                                                      | What's My Name? (feat. Drake)                      | 18          | 28          | 40          | 5           | 19          | 16          | 12          | 3           | 8           | 3           | 13          | 1           | 1           | - AUS: Platino - ITA: Oro - NZL: Oro - SVE: Platino - SVI: Oro - UK: Platino - USA: Platino (6) | Loud                                                        |
| 2010                                                                      | Raining Men (feat. Nicki Minaj)                    | —           | —           | —           | —           | —           | —           | —           | —           | —           | —           | —           | 142         | 111         | | Loud                                                        |
| 2011                                                                      | S&M                                                | 1           | 3           | 4           | 1           | 2           | 3           | 2           | 3           | 6           | 2           | 2           | 3           | 1           | - AUS: Platino (6) - BEL: Oro - DAN: Platino - FIN: Oro - GER: Oro - ITA: Platino - NLD: Oro - NZL: Platino - SVE: Platino (3) - SVI: Platino - UK: Platino - USA: Platino (6) | Loud                                                        |
| 2011                                                                      | California King Bed                                | 4           | 9           | 26          | 20          | 30          | 30          | 8           | 11          | 10          | 4           | 10          | 8           | 37          | - AUS: Platino (2) - ITA: Platino - NZL: Oro - SVE: Platino - SVI: Oro - UK: Argento - USA: Platino (2) | Loud                                                        |
| 2011                                                                      | Man Down                                           | —           | 3           | 2           | 63          | —           | 1           | —           | —           | 8           | —           | 9           | 54          | 59          | - BEL: Oro - ITA: Platino - SVI: Oro - UK: Argento - USA: Platino (2) | Loud                                                        |
| 2011                                                                      | Cheers (Drink to That)                             | 6           | 62          | 65          | 6           | —           | 64          | —           | 16          | —           | 5           | 66          | 15          | 7           | - AUS: Platino (2) - NZL: Platino (2) - UK: Argento - USA: Platino (2) | Loud                                                        |
| 2011                                                                      | We Found Love (featuring Calvin Harris)            | 2           | 3           | 2           | 1           | 1           | 1           | 1           | 1           | 3           | 1           | 1           | 1           | 1           | - AUS: Platino (6) - BEL: Platino - DAN: Platino (2) - ITA: Platino (2) - NLD: Oro - NZL: Platino (3) - SVI: Platino (2) - UK: Platino - USA: Diamante | Talk That Talk                                              |
| 2011                                                                      | You Da One                                         | 26          | 50          | 50          | 12          | —           | 23          | —           | 12          | 30          | 10          | 36          | 16          | 14          | - AUS: Platino - DAN: Oro - NZL: Oro - SVE: Oro - UK: Argento - USA: Platino (2) | Talk That Talk                                              |
| 2012                                                                      | Talk That Talk (featuring Jay-Z)                   | 28          | 54          | 52          | 30          | 26          | 24          | —           | 22          | 80          | 37          | 11          | 25          | 31          | - AUS: Oro - USA: Platino | Talk That Talk                                              |
| 2012                                                                      | Princess of China (con i Coldplay)                 | 16          | 20          | 24          | 17          | 7           | 24          | 41          | 5           | 14          | 8           | 20          | 4           | 20          | - AUS: Platino - DAN: Platino - ITA: Platino - MEX: Oro - NZL: Oro - UK: Platino | Mylo Xyloto                                                 |
| 2012                                                                      | Birthday Cake (featuring Chris Brown)              | —           | —           | —           | —           | —           | —           | —           | —           | —           | —           | —           | 172         | 24          | - USA: Platino | Talk That Talk                                              |
| 2012                                                                      | Where Have You Been                                | 6           | 9           | 6           | 5           | 4           | 2           | 17          | 8           | 23          | 4           | 15          | 6           | 5           | - AUS: Platino (2) - BEL: Oro - DAN: Platino - FRA: Platino - ITA: Oro - NZL: Platino - UK: Oro - USA: Platino (4) | Talk That Talk                                              |
| 2012                                                                      | Cockiness (Love It) (Remix) (featuring ASAP Rocky) | —           | —           | —           | —           | —           | —           | —           | —           | —           | —           | —           | —           | 102         | - USA: Platino | Talk That Talk                                              |
| 2012                                                                      | Diamonds                                           | 6           | 3           | 3           | 1           | 1           | 1           | 1           | 2           | 3           | 2           | 1           | 1           | 1           | - AUS: Platino (6) - AUT: Oro - BEL: Platino - CAN: Platino - DAN: Platino (4) - FIN: Platino - FRA: Oro - GER: Platino - IRL: Platino - ITA: Platino (4) - NLD: Platino - NOR: Platino (4) - NZL: Platino (2) - SPA: Oro - SVE: Platino (6) - SVI: Platino (4) - UK: Platino - USA: Diamante - VEN: Platino (3) | Unapologetic                                                |
| 2013                                                                      | Nobody's Business (featuring Chris Brown)          | —           | 69          | 64          | —           | —           | 36          | —           | —           | —           | —           | —           | 63          | —           | - UK: Argento | Unapologetic                                                |
| 2013                                                                      | Stay (featuring Mikky Ekko)                        | 4           | 3           | 2           | 1           | 1           | 2           | 2           | 2           | 18          | 4           | 2           | 4           | 3           | - AUS: Platino (4) - BEL: Oro - DAN: Platino - ITA: Platino - NLD: Oro - NZL: Platino (2) - UK: Platino (4) - USA: Platino (11) - VEN: Platino (2) | Unapologetic                                                |
| 2013                                                                      | Pour It Up                                         | 55          | 58          | 57          | 49          | —           | 81          | —           | 56          | —           | —           | —           | 43          | 19          | - USA: Platino (2) | Unapologetic                                                |
| 2013                                                                      | Loveeeeeee Song (featuring Future)                 | —           | —           | —           | —           | —           | 110         | —           | —           | —           | —           | —           | 105         | 55          | - USA: Platino | Unapologetic                                                |
| 2013                                                                      | Right Now (featuring David Guetta)                 | 39          | 34          | 37          | 32          | 36          | 31          | 43          | 52          | 58          | —           | 32          | 36          | 50          | - AUS: Oro - SVE: Platino - USA: Oro - VEN: Oro | Unapologetic                                                |
| 2013                                                                      | What Now                                           | 21          | 53          | 58          | 27          | —           | 52          | 49          | 21          | 55          | 13          | —           | 21          | 25          | - AUS: Platino - IRL: Oro - NZL: Oro - USA: Platino | Unapologetic                                                |
| 2014                                                                      | Jump                                               | 5           | —           | —           | —           | —           | 153         | —           | —           | —           | 10          | —           | 150         | —           | - AUS: Platino - NZL: Oro | Unapologetic                                                |
| 2015                                                                      | FourFiveSeconds (con Kanye West e Paul McCartney)  | 1           | 5           | 7           | 3           | 1           | 2           | 3           | 1           | 4           | 1           | 3           | 3           | 4           | - AUS: Platino (7) - AUT: Oro - DAN: Platino (3) - FRA: Oro - GER: Platino - ITA: Platino (3) - NZL: Platino (2) - POL: Platino (3) - SPA: Platino - SVE: Platino (4) - SVI: Platino - UK: Platino (3) - USA: Platino (5)                                                                                        | /                                                           |
| 2015                                                                      | Towards the Sun                                    | —           | 106         | 72          | —           | —           | 22          | —           | —           | —           | —           | —           | 76          | —           | | Home (Original Motion Picture Soundtrack)                   |
| 2015                                                                      | Bitch Better Have My Money                         | 14          | 27          | 11          | 11          | 25          | 3           | 17          | 32          | 49          | 10          | 7           | 27          | 15          | - AUS: Platino - DAN: Platino - FRA: Oro - GER: Oro - ITA: Platino - NZL: Oro - POL: Platino (2) - SVE: Platino - UK: Platino - USA: Platino (4) | /                                                           |
| 2015                                                                      | American Oxygen                                    | 65          | 54          | 56          | 59          | 22          | 25          | 39          | 33          | 51          | —           | 30          | 71          | 78          | - DAN: Oro - SWE: Platino | /                                                           |
| 2016                                                                      | Work (featuring Drake)                             | 5           | 6           | 1           | 1           | 1           | 1           | 5           | 2           | 5           | 2           | 9           | 2           | 1           | - AUS: Platino (2) - BEL: Platino - CAN: Oro - DAN: Platino (2) - FRA: Diamante - GER: Platino - ITA: Platino (3) - NZL: Platino (2) - POL: Platino - SPA: Platino (2) - SVE: Platino (4) - UK: Platino (3) - USA: Diamante                                                                                      | Anti                                                        |
| 2016                                                                      | This Is What You Came For (con Calvin Harris)      | 1           | 4           | 4           | 1           | 3           | 5           | 5           | 1           | 4           | 2           | 3           | 2           | 3           | - AUS: Platino (9) - AUT: Oro - BEL: Platino (2) - BRA: Diamante - CAN: Platino (4) - DAN: Platino (2) - FRA: Diamante - GER: Platino - ITA: Platino (5) - MEX: Oro - NZL: Platino - POL: Diamante (2) - SPA: Platino (2) - SVE: Platino (4) - UK: Platino (3) - USA: Platino (8)                                | Funk Wav Bounces Vol. 1                                     |
| 2016                                                                      | Kiss It Better                                     | 48          | 65          | 82          | 54          | —           | 76          | —           | 66          | —           | —           | —           | 46          | 62          | - DAN: Oro - NZL: Oro - UK: Oro - USA: Platino (3) | Anti                                                        |
| 2016                                                                      | Needed Me                                          | 44          | 52          | 61          | 25          | —           | 94          | 57          | 47          | 46          | 14          | 45          | 38          | 7           | - AUS: Platino - BRA: Platino (2) - CAN: Platino (2) - DAN: Platino - FRA: Platino - ITA: Platino - NZL: Platino - SVE: Platino (2) - UK: Platino - USA: Diamante | Anti                                                        |
| 2016                                                                      | Sledgehammer                                       | 69          | 40          | —           | 72          | —           | 60          | —           | —           | —           | —           | —           | 69          | 102         | | Star Trek Beyond                                            |
| 2016                                                                      | Love on the Brain                                  | —           | 33          | 16          | 22          | —           | 12          | 21          | —           | —           | 15          | 26          | 175         | 5           | - BEL: Oro - CAN: Platino - DAN: Platino - FRA: Diamante - GER: Oro - ITA: Oro - NZL: Oro - SVE: Oro - UK: Platino - USA: Platino (7) | Anti                                                        |
| 2017                                                                      | Sex with Me                                        | —           | —           | —           | —           | —           | 52          | —           | —           | —           | —           | —           | 130         | 83          | - DAN: Oro - UK: Argento - USA: Platino (3) | Anti                                                        |
| 2017                                                                      | Pose                                               | —           | —           | —           | —           | —           | 98          | —           | —           | —           | —           | —           | —           | —           | | Anti                                                        |
| 2017                                                                      | Desperado                                          | —           | —           | —           | —           | —           | 109         | —           | —           | —           | —           | —           | 129         | 107         | - DAN: Oro - FRA: Oro - UK: Argento - USA: Platino (2) | Anti                                                        |
| 2020                                                                      | Believe It (con PartyNextDoor)                     | 28          | 65          | 61          | 39          | 32          | 48          | 58          | 16          | —           | 15          | 24          | 12          | 23          | - DAN: Oro - BRA: Oro - NZL: Oro - UK: Oro - USA: Platino | Partymobile                                                 |
| 2022                                                                      | Lift Me Up                                         | 5           | 13          | 8           | 3           | —           | 3           | 9           | 3           | 33          | 3           | 1           | 3           | 2           | - USA: Platino | Black Panther: Wakanda Forever - Music From and Inspired by |
| 2025                                                                      | Friend of Mine                                     | —           | —           | —           | —           | —           | —           | —           | —           | —           | —           | —           | 72          | 101         | | I Puffi - Il film                                           |
| "—" indica che la canzone non è entrata in classifica in quel territorio. |                                                    |             |             |             |             |             |             |             |             |             |             |             |             |             | |                                                             |

### Come artista ospite
| Anno                                                                          | Titolo                                                  | Classifiche | Classifiche | Classifiche | Classifiche | Classifiche | Classifiche | Classifiche | Classifiche | Classifiche | Classifiche | Certificazioni | Album di provenienza              |
| Anno                                                                          | Titolo                                                  | AUS         | CAN         | FRA         | GER         | IRL         | ITA         | NZL         | SVI         | UK          | USA         | Certificazioni | Album di provenienza              |
| ----------------------------------------------------------------------------- | ------------------------------------------------------- | ----------- | ----------- | ----------- | ----------- | ----------- | ----------- | ----------- | ----------- | ----------- | ----------- | --- | --------------------------------- |
| 2005                                                                          | The One (con Memphis Bleek)                             | —           | —           | —           | —           | —           | —           | —           | —           | —           | —           | | 534                               |
| 2007                                                                          | Roll It Gal (con J-Status e Shontelle)                  | —           | —           | —           | 33          | —           | —           | —           | 89          | —           | —           | | The Beginning                     |
| 2008                                                                          | If I Never See Your Face Again (con i Maroon 5)         | 11          | 12          | —           | —           | 16          | 15          | 21          | 52          | 28          | 51          | - AUS: Platino - CAN: Oro - USA: Platino | It Won't Be Soon Before Long      |
| 2008                                                                          | Live Your Life (con T.I.)                               | 3           | 4           | 17          | 12          | 3           | —           | 2           | 8           | 2           | 1           | - AUS: Platino - NZL: Platino - UK: Oro - USA: Platino (3) | Paper Trail                       |
| 2009                                                                          | Run This Town (con Jay-Z e Kanye West)                  | 9           | 6           | —           | 18          | 3           | —           | 9           | 9           | 1           | 2           | - AUS: Platino - NZL: Oro - UK: Oro - USA: Platino (2) | The Blueprint 3                   |
| 2010                                                                          | Love the Way You Lie (con Eminem)                       | 1           | 1           | 3           | 1           | 1           | 1           | 1           | 1           | 2           | 1           | - AUS: Platino (10) - BEL: Oro - DAN: Platino - GER: Platino - ITA: Platino - JPN: Oro - NZL: Platino (3) - RUS: Platino (2) - SPA: Platino - SVI: Platino (3) - UK: Platino (2) - USA: Diamante                                                                                  | Recovery                          |
| 2010                                                                          | Who's That Chick? (con David Guetta)                    | 7           | 27          | 5           | 6           | 4           | 6           | 8           | 8           | 6           | 51          | - AUS: Platino (2) - BEL: Oro - GER: Oro - ITA: Oro - NZL: Platino - SPA: Oro - UK: Platino | One More Love                     |
| 2011                                                                          | All of the Lights (con Kanye West)                      | 24          | 53          | 56          | —           | 13          | —           | 13          | 46          | 15          | 18          | - AUS: Platino - NZL: Oro - UK: Oro - USA: Platino (4) | My Beautiful Dark Twisted Fantasy |
| 2011                                                                          | Fly (con Nicki Minaj)                                   | 18          | 55          | —           | —           | 14          | —           | 13          | —           | 16          | 19          | - AUS: Platino - UK: Argento - USA: Platino | Pink Friday                       |
| 2012                                                                          | Take Care (con Drake)                                   | 9           | 15          | 27          | —           | 18          | —           | 7           | 50          | 9           | 7           | - AUS: Platino (3) - CAN: Platino (2) - NZL: Platino - UK: Platino - USA: Platino (4) | Take Care                         |
| 2013                                                                          | Bad (Remix) (con Wale)                                  | —           | —           | 141         | —           | —           | —           | —           | —           | 112         | 21          | - USA: Platino | The Gifted                        |
| 2013                                                                          | The Monster (con Eminem)                                | 1           | 1           | 1           | 3           | 1           | 5           | 1           | 1           | 1           | 1           | - AUS: Platino (5) - BEL: Oro - CAN: Platino (2) - DAN: Platino (3) - ITA: Platino (2) - MEX: Platino - NZL: Platino (5) - SVE: Platino (2) - SVI: Platino - UK: Platino - USA: Platino (4) - VEN: Platino                                                                        | The Marshall Mathers LP 2         |
| 2014                                                                          | Can't Remember to Forget You (con Shakira)              | 18          | 19          | 5           | 8           | 7           | 10          | 32          | 7           | 11          | 15          | - AUS: Oro - DAN: Platino - GER: Oro - ITA: Platino - MEX: Platino - NOR: Platino (5) - SPA: Platino - SVE: Platino - SVI: Oro - UK: Argento | Shakira                           |
| 2016                                                                          | Famous (con Kanye West)                                 | 43          | 31          | 128         | —           | 28          | 59          | 28          | 45          | 33          | 34          | - AUS: Oro - CAN: Platino - UK: Argento | The Life of Pablo                 |
| 2016                                                                          | This Is What You Came For (con Calvin Harris)           | 1           | 1           | 5           | 5           | 1           | 8           | 2           | 4           | 2           | 3           | - AUS: Platino (9) - AUT: Oro - BEL: Platino (2) - BRA: Diamante - CAN: Platino (4) - DAN: Platino (2) - FRA: Diamante - GER: Platino - ITA: Platino (5) - MEX: Oro - NZL: Platino - POL: Diamante (2) - SPA: Platino (2) - SVE: Platino (4) - UK: Platino (3) - USA: Platino (7) | Funk Wav Bounces Vol. 1           |
| 2016                                                                          | Too Good (con Drake)                                    | 3           | 9           | 29          | 30          | 7           | 33          | 4           | 25          | 3           | 14          | - AUS: Platino (3) - CAN: Platino (4) - FRA: Oro - GER: Oro - ITA: Platino - NZL: Platino - SVE: Platino (3) - UK: Platino (2) - USA: Platino (3) | Views                             |
| 2016                                                                          | Nothing Is Promised (con Mike Will Made It)             | 69          | —           | 25          | —           | —           | —           | —           | —           | 64          | 75          | - USA: Oro | Ransom 2                          |
| 2017                                                                          | Selfish (con Future)                                    | 37          | 28          | 34          | —           | 78          | —           | 17          | 51          | 94          | 37          | - AUS: Platino - CAN: Platino - DAN: Oro - SVE: Oro - USA: Platino | Hndrxx                            |
| 2017                                                                          | Wild Thoughts (DJ Khaled feat. Rihanna e Bryson Tiller) | 2           | 2           | 2           | 4           | 3           | 19          | 2           | 3           | 1           | 3           | - AUS: Platino (7) - BEL: Oro - BRA: Diamante - CAN: Platino (5) - DAN: Platino (2) - FRA: Diamante - GER: Platino - ITA: Platino (2) - NZL: Oro - SVE: Platino (3) - UK: Platino (2) - USA: Platino (6)                                                                          | Grateful                          |
| 2017                                                                          | Loyalty (con Kendrick Lamar)                            | 20          | 12          | 41          | 53          | 18          | 63          | 15          | 35          | 27          | 14          | - BRA: Oro - CAN: Platino (3) - DAN: Oro - UK: Oro - USA: Platino (2) | Damn                              |
| "—" indica una pubblicazione non classificata o non pubblicata in quel Paese. |                                                         |             |             |             |             |             |             |             |             |             |             | |                                   |

## Altri brani entrati in classifica
| 2008                                                                          | Just Stand Up! (con artisti vari)                         | 11  | 39 | 73 | 10 | —   | 7  | 11 | 19 | 51 | —  | 26  | /                                                           |
| 2010                                                                          | Redemption Song                                           | 81  | —  | —  | —  | —   | —  | —  | —  | —  | —  | —   | /                                                           |
| 2010                                                                          | Stranded (Haiti Mon Amour) (feat. Jay-Z, Bono e The Edge) | 16  | —  | 10 | 6  | —   | 10 | 3  | —  | 3  | —  | 41  | Hope for Haiti Now: A Global Benefit for Earthquake Relief. |
| 2010                                                                          | Fading                                                    | —   | —  | —  | —  | —   | —  | —  | —  | —  | —  | 187 | Loud                                                        |
| 2010                                                                          | Love The Way You Lie (part II) (feat. Eminem)             | —   | —  | —  | 19 | —   | —  | —  | —  | —  | —  | 160 | Loud                                                        |
| 2011                                                                          | Cockiness (Love It)                                       | 117 | —  | —  | —  | —   | —  | —  | —  | —  | —  | 121 | Talk That Talk                                              |
| 2011                                                                          | Birthday Cake                                             | 29  | —  | —  | —  | —   | —  | —  | —  | —  | —  | 172 | Talk That Talk                                              |
| 2011                                                                          | We All Want Love                                          | —   | —  | —  | —  | —   | —  | —  | —  | —  | —  | 188 | Talk That Talk                                              |
| 2011                                                                          | Drunk on Love                                             | —   | —  | —  | —  | —   | —  | —  | —  | —  | —  | 153 | Talk That Talk                                              |
| 2011                                                                          | Roc Me Out                                                | —   | —  | —  | —  | —   | —  | —  | —  | —  | —  | 176 | Talk That Talk                                              |
| 2011                                                                          | Farewell                                                  | —   | —  | —  | —  | —   | —  | —  | —  | —  | —  | 155 | Talk That Talk                                              |
| 2011                                                                          | Red Lipstick                                              | —   | —  | —  | —  | —   | —  | —  | —  | —  | —  | 122 | Talk That Talk                                              |
| 2011                                                                          | Do Ya Thang                                               | —   | —  | —  | —  | —   | —  | —  | —  | —  | —  | 136 | Talk That Talk                                              |
| 2011                                                                          | Fool in Love                                              | —   | —  | —  | —  | —   | —  | —  | —  | —  | —  | 123 | Talk That Talk                                              |
| 2012                                                                          | Phresh Out the Runway                                     | —   | —  | —  | —  | 185 | —  | —  | —  | —  | —  | 177 | Unapologetic                                                |
| 2012                                                                          | Numb (feat. Eminem)                                       | —   | —  | —  | 99 | 128 | —  | —  | —  | —  | —  | 92  | Unapologetic                                                |
| 2012                                                                          | Love Without Tragedy/Mother Mary                          | —   | —  | —  | —  | 95  | —  | —  | —  | —  | —  | 113 | Unapologetic                                                |
| 2012                                                                          | No Love Allowed                                           | —   | —  | —  | —  | 101 | —  | —  | —  | —  | —  | 131 | Unapologetic                                                |
| 2012                                                                          | Lost in Paradise                                          | —   | —  | —  | —  | 182 | —  | —  | —  | —  | —  | —   | Unapologetic                                                |
| 2012                                                                          | Half of Me                                                | —   | —  | —  | 96 | 70  | —  | 84 | —  | —  | 46 | 75  | Unapologetic                                                |
| 2015                                                                          | Dancing in the Dark                                       | —   | —  | —  | —  | 92  | —  | —  | —  | —  | —  | —   | Home (Original Motion Picture Soundtrack)                   |
| 2015                                                                          | As Real as You and Me                                     | —   | —  | —  | —  | 96  | —  | —  | —  | —  | —  | 110 | Home (Original Motion Picture Soundtrack)                   |
| 2016                                                                          | Consideration (feat. SZA)                                 | 113 | —  | —  | —  | 63  | —  | —  | —  | 72 | —  | 88  | Anti                                                        |
| 2016                                                                          | Woo                                                       | —   | —  | —  | —  | —   | —  | —  | —  | —  | —  | 158 | Anti                                                        |
| 2016                                                                          | Yeah, I Said It                                           | 121 | —  | —  | —  | —   | —  | —  | —  | —  | —  | 187 | Anti                                                        |
| 2016                                                                          | Same Ol' Mistakes                                         | —   | —  | —  | —  | 155 | —  | —  | —  | —  | —  | 197 | Anti                                                        |
| 2016                                                                          | Never Ending                                              | —   | —  | —  | —  | 144 | —  | —  | —  | —  | —  | —   | Anti                                                        |
| 2016                                                                          | Higher                                                    | —   | —  | —  | —  | 185 | —  | —  | —  | —  | —  | —   | Anti                                                        |
| 2016                                                                          | Close to You                                              | —   | —  | —  | —  | 136 | —  | —  | —  | —  | 61 | —   | Anti                                                        |
| 2016                                                                          | Goodnight Gotham                                          | —   | —  | —  | —  | 114 | —  | —  | —  | —  | —  | —   | Anti                                                        |
| "—" indica una pubblicazione non classificata o non pubblicata in quel Paese. |                                                           |     |    |    |    |     |    |    |    |    |    |     |                                                             |

## Apparizioni
| Anno | Titolo                       | Album di provenienza      | Artista            |
| ---- | ---------------------------- | ------------------------- | ------------------ |
| 2005 | The One                      | 534                       | Memphis Bleek      |
| 2005 | Boom Boom                    | Ghetto Story              | Cham               |
| 2007 | First Time                   | From Nothin' to Somethin' | Fabolous           |
| 2007 | Livin' a Lie                 | Love Hate                 | The-Dream          |
| 2008 | Where Do We Go               | I Am Razah                | Razah              |
| 2008 | Throw Your Hands Up          | Let's Get Physical        | Elephant Man       |
| 2008 | Numba 1 (Tide Is High)       | Not 4 Sale                | Kardinal Offishall |
| 2009 | Shy Ronnie                   | —                         | The Lonely Island  |
| 2010 | Shy Ronnie 2: Ronnie & Clyde | Turtleneck & Chain        | The Lonely Island  |
| 2012 | Turn Up The Music (Remix)    | —                         | Chris Brown        |
| 2014 | Counterfeit                  | —                         | Chris Brown        |
| 2015 | Put It Up                    | —                         | Chris Brown        |

## Video musicali
| Anno | Canzone                        | Regista                                          |
| ---- | ------------------------------ | ------------------------------------------------ |
| 2005 | Pon de Replay                  | Little X                                         |
| 2005 | If It's Lovin' That You Want   | Marcus Raboy                                     |
| 2006 | S.O.S.                         | Chris Applebaum                                  |
| 2006 | Unfaithful                     | Anthony Mandler                                  |
| 2006 | We Ride                        | Anthony Mandler                                  |
| 2007 | Umbrella                       | Chris Applebaum                                  |
| 2007 | Don't Stop the Music           | Rihanna                                          |
| 2007 | Shut Up and Drive              | Anthony Mandler                                  |
| 2007 | Hate That I Love You           | Anthony Mandler                                  |
| 2008 | Take a Bow                     | Anthony Mandler                                  |
| 2008 | If I Never See Your Face Again | Anthony Mandler                                  |
| 2008 | Disturbia                      | Anthony Mandler e Rihanna                        |
| 2008 | Live Your Life                 | Anthony Mendler                                  |
| 2008 | Rehab                          | Anthony Mendler                                  |
| 2009 | Paranoid                       | Nabil Elderkin                                   |
| 2009 | Run This Town                  | Antony Mendler                                   |
| 2009 | Wait Your Turn                 | Antony Mendler                                   |
| 2009 | Russian Roulette               | Antony Mendler                                   |
| 2009 | Shy Ronnie                     | Akiva Schaffer                                   |
| 2009 | Hard                           | Melina Matsoukas                                 |
| 2010 | Rude Boy                       | Melina Matsoukas                                 |
| 2010 | Rockstar 101                   | Melina Matsoukas                                 |
| 2010 | Te amo                         | Antony Mendler                                   |
| 2010 | Love the Way You Lie           | Joseph Kahn                                      |
| 2010 | Only Girl                      | Anthony Mendler                                  |
| 2010 | Shy Ronnie 2: Ronnie and Clyde | Akiva Schaffer                                   |
| 2010 | What's My Name?                | Philip Andelman                                  |
| 2011 | Who's that Chick?              | Jonas Åkerlund                                   |
| 2011 | S&M                            | Melina Matsoukas e Rihanna                       |
| 2011 | All of the Lights              | Kanye West                                       |
| 2011 | California King Bed            | Anthony Mendler                                  |
| 2011 | Man Down                       | Anthony Mendler                                  |
| 2011 | Cheers (Drink to That)         | Evan Rogers                                      |
| 2011 | Fly                            | Sanaa Hamri                                      |
| 2011 | We Found Love                  | Melina Matsoukas                                 |
| 2011 | You Da One                     | Melina Matsoukas                                 |
| 2012 | Take Care                      | Yoann Lemoine                                    |
| 2012 | Where Have You Been            | Dave Meyers                                      |
| 2012 | Princess of China              | Adria Petty e Alan Bibby                         |
| 2012 | Diamonds                       | Anthony Mandler                                  |
| 2013 | Stay                           | Sophie Muller                                    |
| 2013 | Fashion Killa                  | ASAP Rocky e Virgil Abloh                        |
| 2013 | Pour It Up                     | Rihanna                                          |
| 2013 | What Now                       | Jonathan Craven, Simon McLoughlin e Jeff Nichols |
| 2013 | The Monster                    | Rich Lee                                         |
| 2014 | Can't Remember to Forget You   | Joseph Kahn                                      |
| 2015 | FourFiveSeconds                | Inez and Vinoodh                                 |
| 2015 | American Oxygen                | Darren Craig                                     |
| 2015 | Bitch Better Have My Money     | Rihanna e Megaforce                              |
| 2016 | Work                           | Director X Tim Erem                              |
| 2016 | Kiss It Better                 | Craig McDean                                     |
| 2016 | Needed Me                      | Harmony Korine                                   |
| 2016 | This Is What You Came For      | Emil Nava                                        |
| 2016 | Sledgehammer                   | Floria Sigismondi                                |
| 2017 | Wild Thoughts                  | Colin Tilley                                     |
| 2017 | Loyalty                        | Dave Meyers                                      |